# Alfabeto siddham
Il siddham o più precisamente siddhaṃ (sanscrito सिद्धं, "compiuto" o "perfezionato"; སིད་དྷཾ།; 悉曇文字S, Xītán wénziP; in giapponese 梵字?, bonji, 悉曇?, shittan; cinese medio (Baxter-Sagart): sit-dom mjun-dziH), noto anche nella sua forma evoluta successivamente come siddhamātṛkā, è il nome di un alfabeto dell'India settentrionale usato per scrivere il sanscrito durante il periodo ca. 600-1200 d.C. Deriva dalla scrittura Brahmi attraverso la scrittura Gupta, che diede origine anche all'alfabeto devanagari come pure a numerose altre scritture asiatiche come l'alfabeto tibetano. C'è qualche confusione sull'ortografia: siddhāṃ e siddhaṃ sono entrambi comuni, ma la forma corretta è siddhaṃ. L'alfabeto è un affinamento di quello utilizzato durante l'impero Gupta indiano. Il nome derivò dalla pratica di scrivere la parola siddhaṃ, o siddhir astu ("che ci sia la perfezione") in testa ai documenti.
Il siddhaṃ è un'abugida o alfasillabario piuttosto che un alfabeto, perché ciascun carattere indica una sillaba, ma non include ogni possibile sillaba. Se non è presente nessun altro segno, allora si assume la "a" breve. I segni diacritici indicano le altre vocali, la nasale pura (anusvara) e la vocale aspirata (visarga). Un segno speciale (virama) può essere usato per indicare che la lettera sta da sola senza vocale, che accade a volte alla fine delle parole sanscrite. Vedi i collegamenti sotto per gli esempi.

## Storia

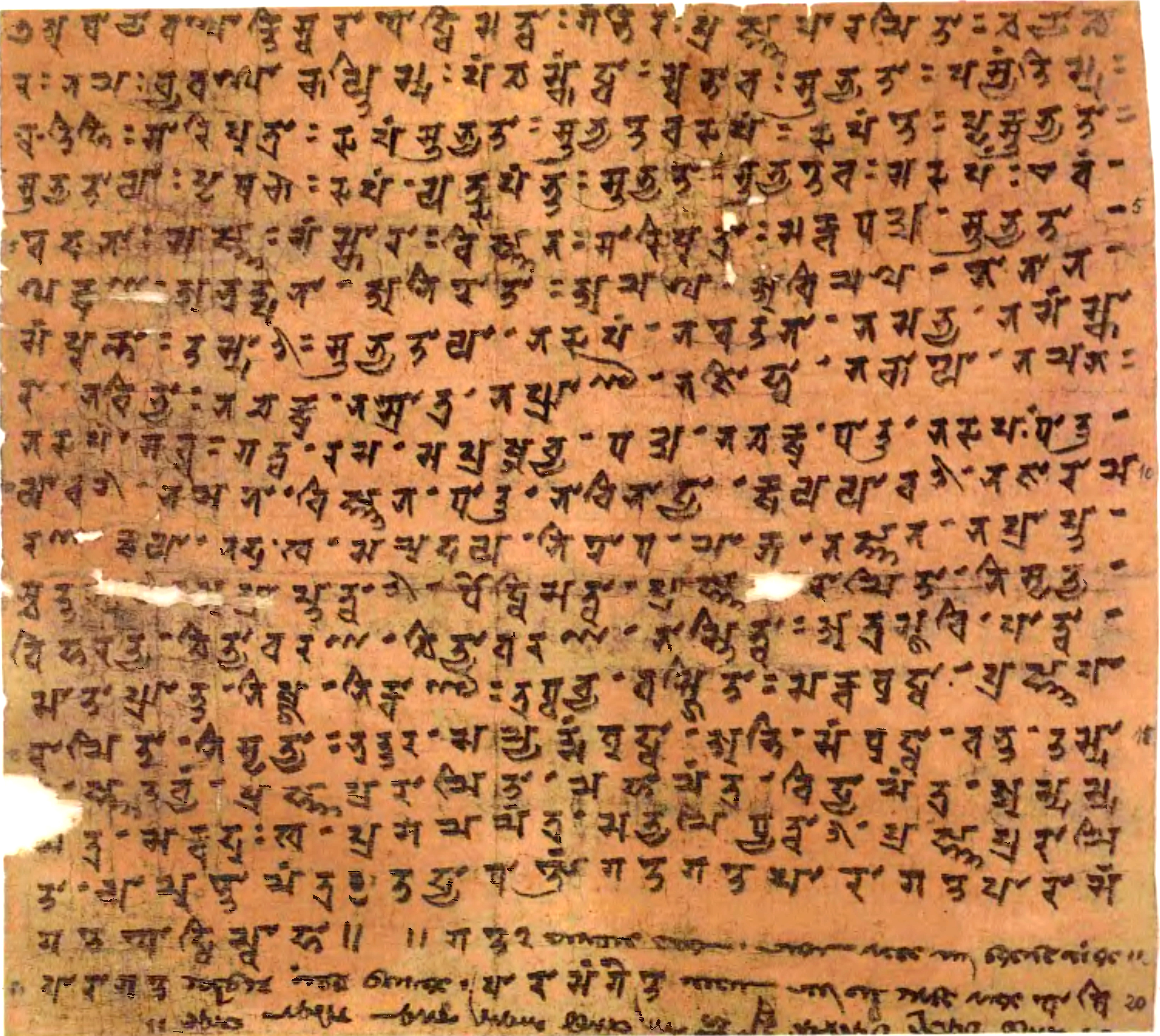
Manoscritto siddhaṃ del Sūtra del Cuore. Biblioteca nazionale di Francia.

Un primo manoscritto siddhaṃ, datato alla prima metà del VI secolo (il cosiddetto "Manoscritto su foglia di palma di Horiuzi" ["Horiuzi Palm-leaf MSS"] conservato nel monastero di Hōryū-ji, Giappone). Contiene il testo sanscrito del Sūtra del Cuore e dello Uṣṇīṣa Vijaya Dhāraṇī. La riga finale è un alfasillabario siddhaṃ.

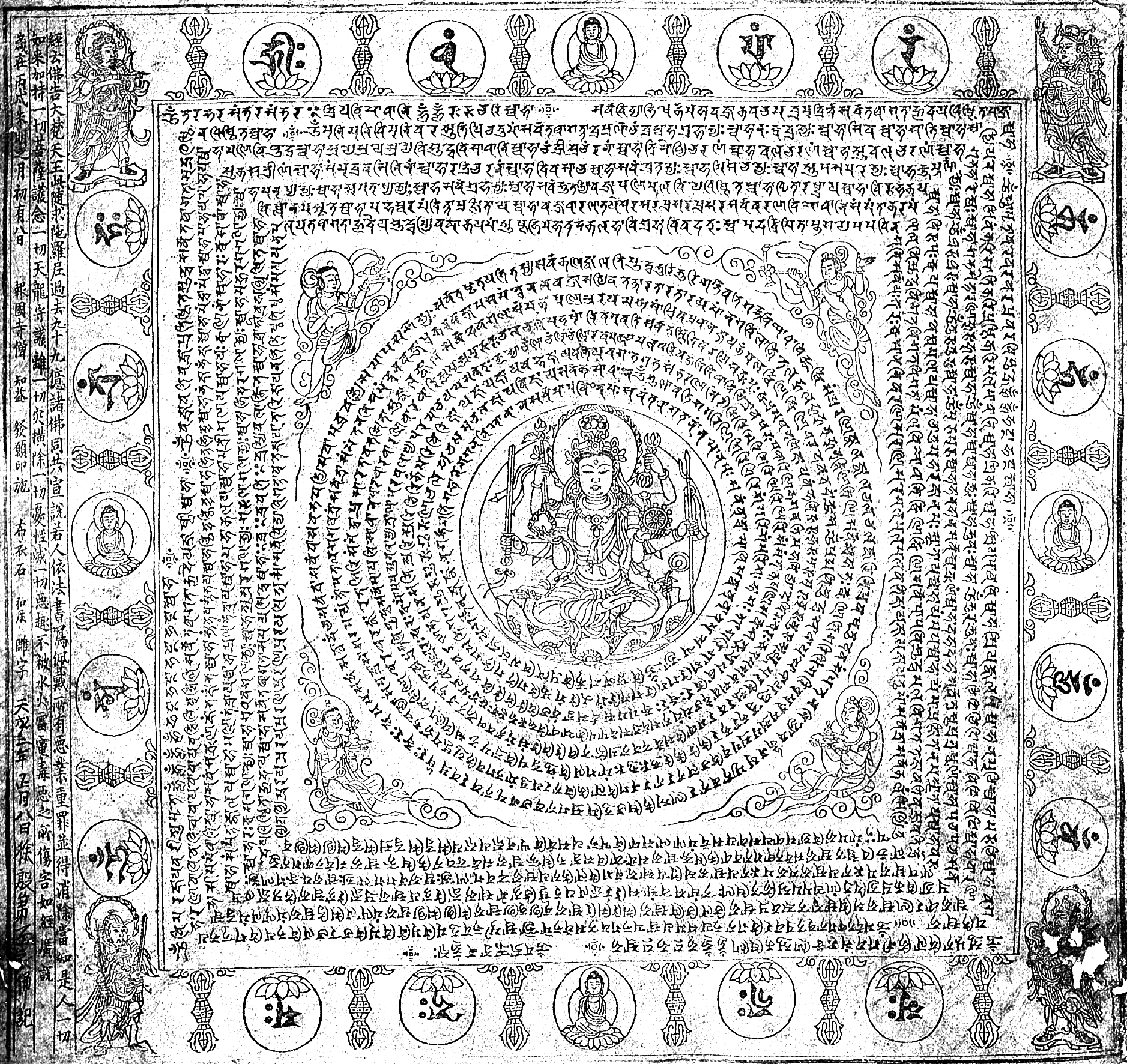
L'uso cinese dell'alfabeto siddhaṃ per il Pratisara Mantra, dalla dinastia Tang posteriore. 927 a.C.

Molti dei testi buddhisti che furono portati in Cina lungo la Via della Seta furono scritti usando una versione dell'alfabeto siddhaṃ. Questo continuò ad evolvere, e variazioni minori si vedono lungo il tempo e in regioni diverse. Aspetto importante, esso fu usato per trasmettere i testi dei tantra buddhisti. Al tempo era infatti considerato importante preservare la pronuncia dei mantra e il cinese non era adatto per scrivere i suoni del sanscrito. Questo portò al mantenimento dell'alfabeto siddhaṃ in Asia orientale. La pratica di scrivere usando il siddhaṃ sopravvisse in Asia orientale dove persistette il Buddhismo tantrico.
Kūkai introdusse l'alfabeto siddhaṃ in Giappone quando ritornò in Cina nell'806, dove studiò il sanscrito con monaci formati a Nālandā, compreso uno noto come Prajñā. Verso il periodo in cui Kūkai imparò questo alfabeto, le rotte commerciali e di pellegrinaggio via terra verso l'India, erano chiuse a causa dell'espansione dell'Impero islamico degli Abbasidi.
In Giappone la scrittura dei mantra e la copia dei sutra usando l'alfabeto siddhaṃ sono ancora praticati nelle scuole esoteriche buddhiste  dello Shingon e del Tendai nonché nella setta sincretica dello Shugendō. I caratteri sono conosciuti come shittan (悉曇?) o bonji (梵字? cinese: Fánzi). L'edizione Taisho del Tripiṭaka cinese preserva i caratteri siddhaṃ per la maggior parte dei mantra e i Buddhisti coreani scrivono ancora le sillabe seminali in una forma modificata di siddhaṃ. Una recente innovazione è la scrittura di slogan in lingua giapponese sulle magliette usando il Bonji. Il siddhaṃ giapponese si è evoluto dall'alfabeto originale usato per scrivere i sūtra ed ora è alquanto diverso dall'antico alfabeto.
È più tipico vedere il siddhaṃ scritto con pennelli come la scrittura cinese, e si scrive anche con una penna di bambù; in Giappone, si usa un pennello speciale chiamato bokuhitsu (朴筆? cinese: Bóbǐ) per la calligrafia siddhaṃ formale.
A metà del IX secolo, la Cina sperimentò una serie di epurazioni delle "religioni straniere", tagliando così il Giappone fuori dalle fonti dei testi siddhaṃ. Con il tempo, altri alfabeti, particolarmente il devanagari, sostituirono il siddhaṃ in India, lasciando l'Asia orientale come l'unica regione dove si usa questo alfabeto.

## Alfabeto

### Vocali
| Forma indipendente | Romanizzato | Come diacritico con | Forma indipendente | Romanizzato | Come diacritico con |
| ------------------ | ----------- | ------------------- | ------------------ | ----------- | ------------------- |
|                    | a           |                     |                    | ā           |                     |
|                    | i           |                     |                    | ī           |                     |
|                    | u           |                     |                    | ū           |                     |
|                    | e           |                     |                    | ai          |                     |
|                    | o           |                     |                    | au          |                     |
|                    | aṃ          |                     |                    | aḥ          |                     |
| Forma indipendente | Romanizzato | Come diacritico con | Forma indipendente | Romanizzato | Come diacritico con |
| ------------------ | ----------- | ------------------- | ------------------ | ----------- | ------------------- |
|                    | ṛ           |                     |                    | ṝ           |                     |
|                    | ḷ           |                     |                    | ḹ           |                     |
| ā | i | i | ī | ī | u | ū | o | au | aṃ |

### Consonanti
|              | Occlusive | Occlusive | Occlusive       | Occlusive | Occlusive | Approssimanti | Fricative |
| Tenui        | Aspirate  | Sonore    | Sonore aspirate | Nasali    |           | Approssimanti | Fricative |
| ------------ | --------- | --------- | --------------- | --------- | --------- | ------------- | --------- |
| Glottidali   |           |           |                 |           |           |               | h         |
| Velari       | k         | kh        | g               | gh        | ṅ         |               |           |
| Palatali     | c         | ch        | j               | jh        | ñ         | y             | ś         |
| Retroflesse  | ṭ         | ṭh        | ḍ               | ḍh        | ṇ         | r             | ṣ         |
| Dentali      | t         | th        | d               | dh        | n         | l             | s         |
| Bilabiali    | p         | ph        | b               | bh        | m         |               |           |
| Labiodentali |           |           |                 |           |           | v             |           |
| kṣ | aṃ |
| ch | j | ñ | ṭ | ṭh | ḍh | ḍh | ṇ | ṇ | th | th | dh | n | m | ś | ś | v |

## Combinazioni
| k{\displaystyle \cdots }kṣ               | -ya                     | -ra                     | -la                     | -va                     | -ma                     | -na                     |
| ---------------------------------------- | ----------------------- | ----------------------- | ----------------------- | ----------------------- | ----------------------- | ----------------------- |
| k                                        | kya                     | kra                     | kla                     | kva                     | kma                     | kna                     |
| rk                                       | rkya                    | rkra                    | rkla                    | rkva                    | rkma                    | rkna                    |
| kh                                       | {\displaystyle \cdots } | {\displaystyle \cdots } | {\displaystyle \cdots } | {\displaystyle \cdots } | {\displaystyle \cdots } | {\displaystyle \cdots } |
| {\displaystyle \vdots } totale 68 righe. |                         |                         |                         |                         |                         |                         |

Alfabeto siddhaṃ di Kūkai (774–835)

- ↑ Le combinazioni che contengono lettere doppie adiacente dovrebbero essere cancellate in questa tabella。

| ṅka | ṅkha | ṅga | ṅgha |
| ñca | ñcha | ñja | ñjha |
| ṇṭa | ṇṭha | ṇḍa | ṇḍha |
| nta | ntha | nda | ndha |
| mpa | mpha | mba | mbha |
| ṅya | ṅra | ṅla | ṅva |      |
| ṅśa | ṅṣa | ṅsa | ṅha | ṅkṣa |
| ska     | skha      | dga     | dgha      | ṅktra |
| vca/bca | vcha/bcha | vja/bja | vjha/bjha | jña   |
| ṣṭa     | ṣṭha      | dḍa     | dḍha      | ṣṇa   |
| sta     | stha      | vda/bda | vdha/bdha | rtsna |
| spa     | spha      | dba     | dbha      | rkṣma |
| rkṣvya | rkṣvrya | lta | tkva |
| ṭśa    | ṭṣa     | sha | bkṣa |
| pta | ṭka | dsva | ṭṣchra |
| jja | ṭṭa | ṇṇa | tta | nna | mma | lla | vva | {\displaystyle \cdots } |
Forme alternative di combinazione che contengono ṇ.
| ṇṭa | ṇṭha | ṇḍa | ṇḍha |

### Sillabe ṛ
| kṛ | khṛ | gṛ | hṛ | ṅṛ | cṛ | chṛ | jṛ | jhṛ | ñṛ | {\displaystyle \cdots } |

### Alcune sillabe campione
| rka | rkā | rki | rkī | rku | rkū | rke | rkai | rko | rkau | rkaṃ | rkaḥ |
| ṅka | ṅkā | ṅki | ṅkī | ṅku | ṅkū | ṅke | ṅkai | ṅko | ṅkau | ṅkaṃ | ṅkaḥ |

## Caratteri tipografici siddhaṃ
Il siddhaṃ è ancora in gran parte un alfabeto manoscritto. Sono stati fatti alcuni sforzi per creare caratteri per computer, benché fino ad oggi nessuno di questi sia capace di riprodurre tutte le combinazioni consonantiche del siddhaṃ. In particolare, l'Associazione Cinese per i Testi Elettronici Buddhisti ha creato una serie di caratteri siddhaṃ per la loro versione elettronica del Taisho Tripiṭaka, anche se questo non contiene tutte le possibili combinazioni. Anche il software Mojikyo contiene caratteri per il siddham, ma divide il Siddham in diversi blocchi e ha bisogno di caratteri diversi per rendere un documento.
È stato inoltre prodotto un sistema di inserimento del siddhaṃ basato sulla serie di caratteri CBETA, Siddhamkey 3.0.

## Unicode
Il siddhaṃ non è ancora codificato nella norma Unicode. Una proposta per codificare l'alfabeto è stata sviluppata da Anshuman Pandey presentata al Comitato Tecnico Unicode. Il blocco alfabetico è assegnato in via sperimentale all'intervallo U+11580-115FF, come risulta dalla guida dello SMP (Supplementary Multilingual Plane) di Unicode (SMP Roadmap).